# Apogonia setosa
Apogonia setosa är en skalbaggsart som beskrevs av Gilbert John Arrow 1921. Apogonia setosa ingår i släktet Apogonia och familjen Melolonthidae. Inga underarter finns listade i Catalogue of Life.